# Quasipaa spinosa
Quasipaa spinosa là một loài ếch trong họ Ranidae. Chúng được tìm thấy ở Trung Quốc, Hồng Kông, Việt Nam, có thể cả Lào, và có thể cả Myanmar.
Các môi trường sống tự nhiên của chúng là các khu rừng ẩm ướt đất thấp nhiệt đới hoặc cận nhiệt đới, các khu rừng vùng núi ẩm nhiệt đới hoặc cận nhiệt đới, đồng cỏ ở cao nhiệt đới hoặc cận nhiệt đới, và sông. Loài này đang bị đe dọa do mất môi trường sống.

## Hình ảnh

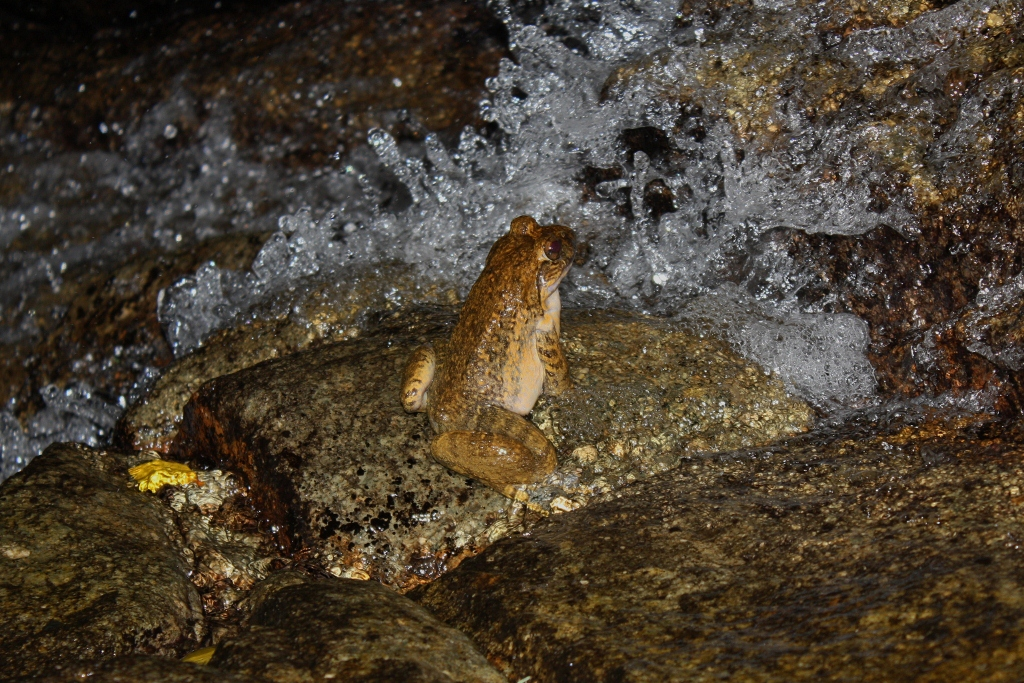
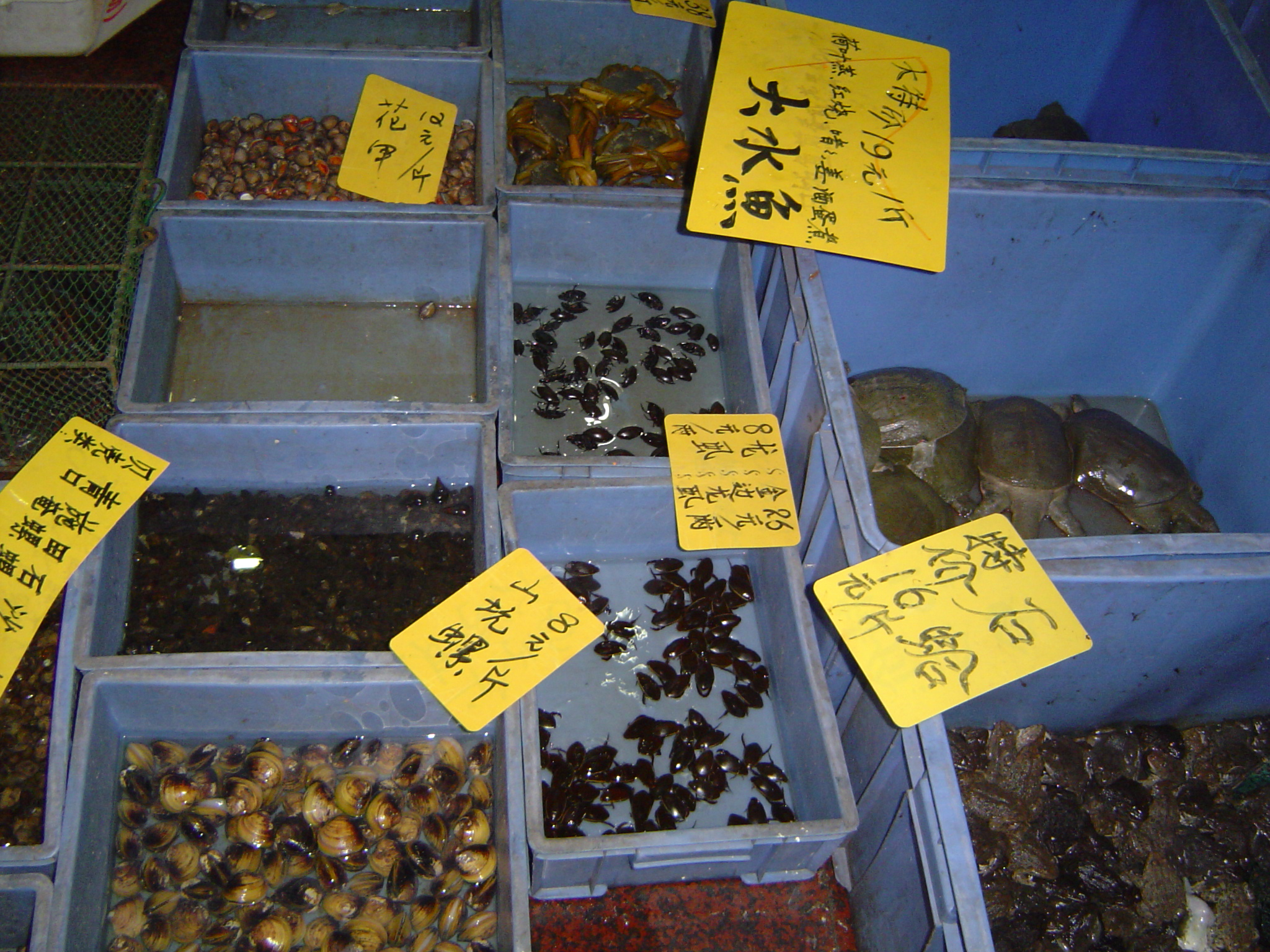
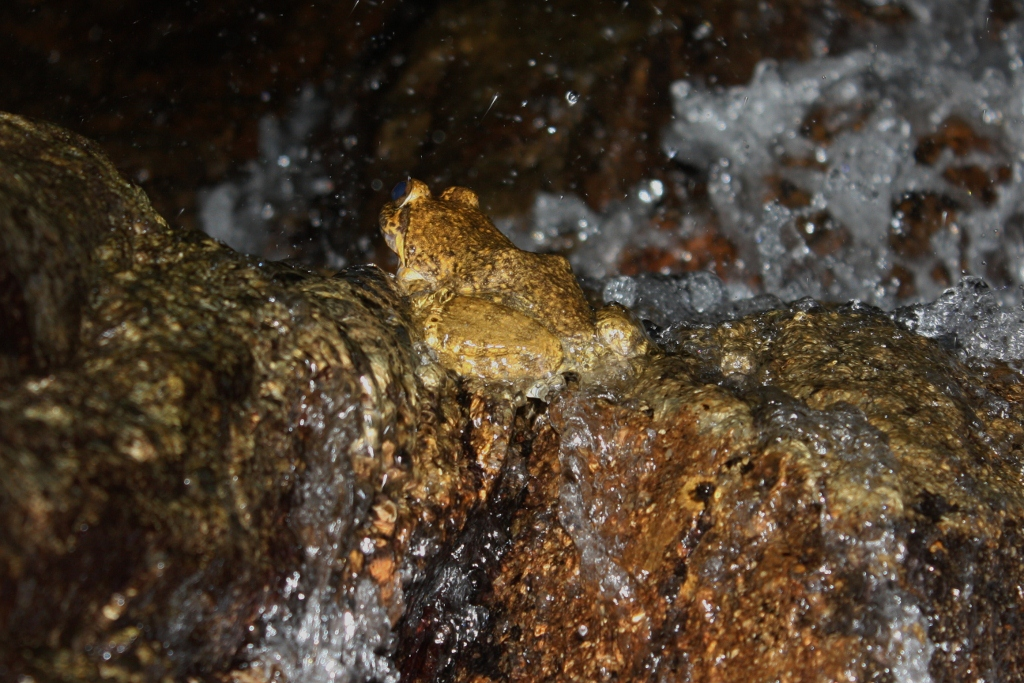
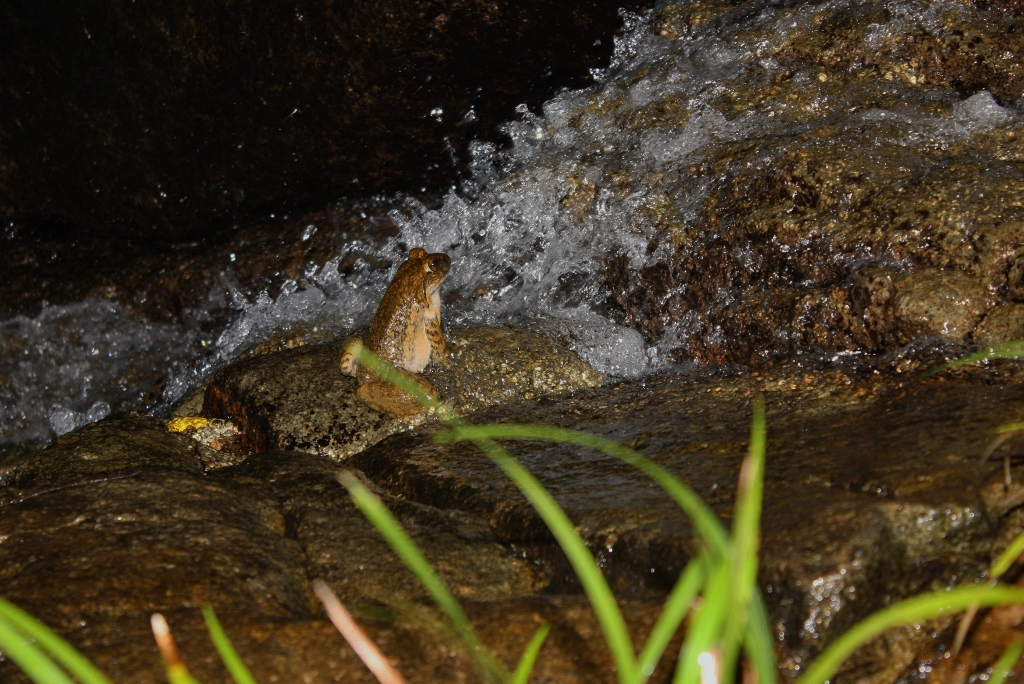